# Roche de Sauterre
La roche de Sauterre (ou roche Sauterre) est un sommet situé à Manzat (Puy-de-Dôme). Avec 977 m d'altitude, elle est le point culminant des Combrailles. Elle offre un panorama très étendu sur la chaîne des Puys, les monts Dore, l'Artense et les monts du Livradois et du Forez. Ce sommet est le résultat de l'érosion d'une coulée basaltique.

## Géographie

### Localisation

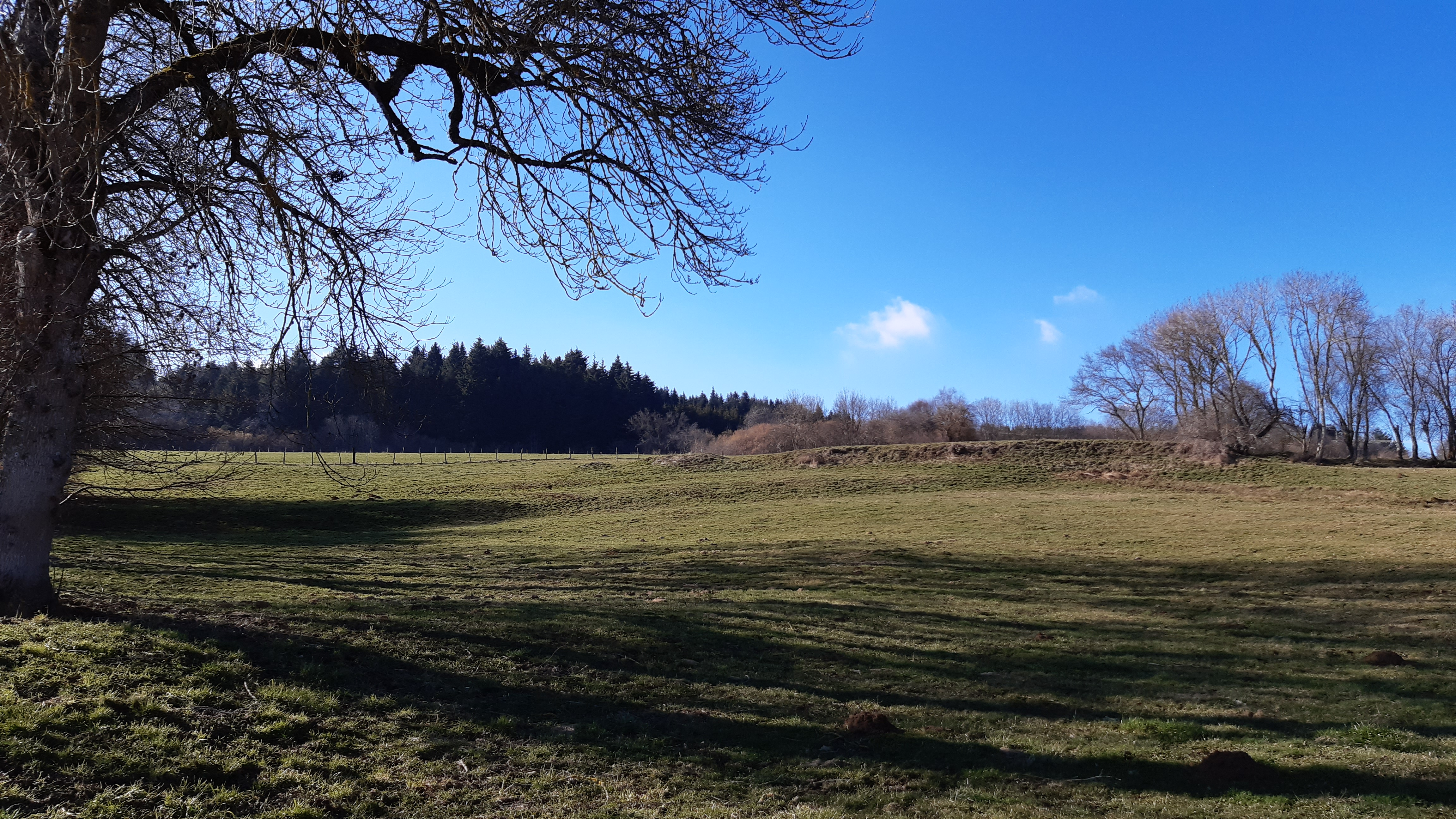
Vue de la roche de Sauterre depuis le village de Sauterre.

La roche de Sauterre domine à l'ouest le village de Sauterre (dépendant de la commune de Manzat), qui lui a donné son nom. Sauterre est à l'extrémité sud de la commune de Manzat, à environ 7 km du bourg, sur la route menant à Pulvérières, à quelque distance à l'ouest de l'autoroute A89.

### Géologie
Le site de la roche de Sauterre est bien connu des minéralogistes. Un cratère est apparu à cet endroit il y a environ 5 millions et demi d'années[réf. nécessaire] ; une coulée de lave basaltique en fusion s'est déversée sur le socle granitique. L'érosion a fortement entamé le plateau basaltique. Le basalte local comporte de nombreuses inclusions de péridotite, riche en cristaux d'olivine, pierre semi-précieuse utilisée en bijouterie.

## Histoire
Au pied de la roche de Sauterre se trouvait une carrière d'exploitation du basalte, aujourd'hui fermée, qui a employé jusqu'à deux cents ouvriers dans l'entre-deux-guerres. Des wagonnets emportaient le basalte concassé jusqu'à la gare de Manzat.

## Aménagement touristique
Au sommet est établie une table d'orientation et une aire de pique-nique. Un parcours de petite randonnée de 4,5 km passe par le sommet et l'ancienne carrière.
Un hameau d'hébergement touristique – le Bois Basalte – est en cours de développement depuis 2014 sur le site de l'ancienne carrière, avec le soutien du département et de la région d'Auvergne.